# Бейкер, Кейдж
Кейдж Бе́йкер (англ. Kage Baker, 10 июня 1952, Голливуд, штат Калифорния — 31 января 2010, Писмо-Бич, Калифорния) — американская писательница, педагог, живописец.

## Биография
Кейдж Бейкер дебютировала в 1997 году в журнале Asimov’s Science Fiction. Первый роман Кейдж Бейкер In the Garden of Iden был опубликован в том же 1997 году и вошёл в число наиболее ярких дебютов года, привлёкших к себе пристальное внимание критики. Второй роман, Sky Coyote, был издан в 1999 году. За ним, в 2001 году последовали третий и четвёртый романы Mendoza in Hollywood и The Graveyard Game. В 2002 году писательница опубликовала первый сборник рассказов Black Projects, White Knights. В число последних книг Кейдж Бейкер входят роман в жанре фэнтези «Наковальня мира» (The Anvil of the World, 2003; переведён на русский язык), действие которого происходит в вымышленном мире, и повесть The Empress of Mars.
Скончалась 31 января 2010 года от рака матки.
Помимо писательской деятельности, Кейдж Бейкер занималась живописью, выступала на сцене и руководила Центром живой истории. Кроме того, она преподавала английский язык.

## Премии и награды
- 2004, Theodore Sturgeon Award в номинации «Лучший НФ-рассказ» за «Королева Марса» (англ. The Empress of Mars) (2003)
- 2009, премия Небьюла в номинации «Повесть» за The Women of Nell Gwynne’s (2009)
- 2010, премия Локус в номинации «Повесть» за The Women of Nell Gwynne’s (2009)